# Physical Review B
Physical Review B: Condensed Matter and Materials Physics (también conocido como PRB) es una revista científica revisada por pares, publicada por la American Physical Society (APS). El editor jefe de PRB es Anthony M. Begley, y el editor actual es Yonko Millev. Es parte de la familia de revistas Physical Review. PRB actualmente publica más de 4500 artículos al año, lo que la convierte en una de las revistas de física más grandes del mundo.

## Alcance
Esta revista se centra en los nuevos resultados de la física de la materia condensada, que incluye una amplia variedad de temas, como semiconductores, superconductividad, magnetismo, estructura, transiciones de fase, ferroeléctricos, sistemas no ordenados, líquidos, sólidos cuánticos, superfluidez, estructura electrónica, cristales fotónicos, sistemas mesoscópicos, superficies, clusters, fullerenos, grafeno, nanociencia, etc.

## Historia
El PRB se creó en 1970 cuando la revista Physical Review original (fundada en 1893) se subdividió en Physical Review A, B, C y D, en función de su temática. Peter D. Adams fue el editor desde el inicio hasta 2012, cuando Laurens W. Molenkamp asumió el cargo. En 2023, Stephen E. Nagler reemplazó a Molenkamp.

## Características
El PRB goza de reputación entre los físicos profesionales por la publicación de artículos largos útiles y completos sobre física. También contiene artículos breves (de cuatro páginas) en su sección Cartas, antes llamada Comunicaciones rápidas, concebida para investigaciones lo suficientemente importantes como para merecer un tratamiento especial y una publicación rápida. La revista puede consultarse gratuitamente a través de PROLA. Los títulos y resúmenes pueden consultarse libremente, pero para leer el texto completo de los artículos es necesario suscribirse a la revista. El PRB y las demás revistas de la APS están disponibles de forma totalmente gratuita en muchas bibliotecas públicas de EE. UU.
PRB es una de las pocas revistas de física que cuenta con una plantilla de 12 editores profesionales a tiempo completo, y no emplea el modelo más común de recurrir a editores a tiempo parcial que son investigadores en activo. La revista está disponible en formato impreso (en las bibliotecas universitarias), pero la versión de archivo es la electrónica. Los autores pueden pagar un suplemento para que sus artículos sean de libre acceso. Estos documentos se publican bajo los términos de la licencia Creative Commons Attribution 3.0 License (CC-BY), la más permisiva de las licencias CC, que permite a los autores y a otras personas copiar, distribuir, transmitir y adaptar la obra, siempre que se cite debidamente. Un pequeño porcentaje de los trabajos publicados por el PRB son elegidos (resaltados) como Sugerencias de los editores . Las imágenes artísticas de los artículos de la revista se publican con el nombre de Kaleidoscope .

## Resumen e indexación
Physical Review B está indexada en las siguientes bases de datos bibliográficas:
 
- Chemical Abstracts
- Computer & Control Abstracts
- Current Physics Index
- Electrical & Electronics Index
- Energy Research Abstracts
- INSPEC
- Mathematical Reviews
- Metals Abstracts
- Physics Abstracts
- PubSCIENCE
- SPIN